# Comuna Brodkî, Mîkolaiiv
Brodkî (în ucraineană Бродки) este o comună în raionul Mîkolaiiv, regiunea Liov, Ucraina, formată din satele Brodkî (reședința), Hluhiveț, Lubeana, Suha Dolîna și Trosteaneț.

## Demografie
Componența lingvistică a comunei Brodkî
     Ucraineană (99,53%)
     Alte limbi (0,27%)
Conform recensământului din 2001, majoritatea populației comunei Brodkî era vorbitoare de ucraineană (99,53%), existând în minoritate și vorbitori de alte limbi.